# Ondřej Bačo
Ondřej Bačo (Brumov-Bylnice, República Checa, 25 de marzo de 1996) es un futbolista checo que juega de defensa para el Ironi Tiberias F. C. de la Liga Premier de Israel.

## Trayectoria

### Clubes
Empezó jugando en la cantera del Football Club Fastav Zlín y pasó a formar parte del primer equipo en la temporada 2016-17. Ese mismo año ganó el torneo de Copa. Al año siguiente ganó la primera Supercopa de Checoslovaquia que se celebraba.
En el mercado veraniego de la temporada 2020-21 fichó por el Gaz Metan Medias de la Liga I rumana por dos temporadas.
A primeros de agosto de 2021 rescindió su contrato con el club rumano, que le debía varios pagos, y fichó por el Hapoel Jerusalem FC.

### Selección nacional
Ha jugado cuatro partidos con la selección sub-21 en la que ha marcado dos goles. Ambos contra Moldavia en un solo partido.

## Palmarés

### Títulos nacionales
| Título                     | Club              | País            | Año     |
| -------------------------- | ----------------- | --------------- | ------- |
| Copa de la República Checa | F. C. Fastav Zlín | República Checa | 2016-17 |